# Polymer Bulletin
Polymer Bulletin (abrégé en Polym. Bull.) est une revue scientifique à comité de lecture. Ce mensuel publie des articles de recherches originales dans le domaine des polymères.
D'après le Journal Citation Reports, le facteur d'impact de ce journal était de 1,014 en 2009. Actuellement, les directeurs de publication sont Yoshiki Chujo (Université de Kyoto, Japon), Klaus Müllen (Max-Planck-Institute for Polymer Science à Mayence, Allemagne), Dennis Smith (Clemson University, États-Unis) et Daewon Sohn (Hanyang University, Corée du Sud).